# Bofors hotell
Bofors hotell, skrivs även Bofors Hotel, är ett fyravåningshotell i Karlskoga vid Bofors industriområde och Timsälven, intill E18, som invigdes 1930 och ritades av Wilhelm Eick. Hotellet är industriföretaget och vapentillverkaren Bofors tredje hotell i Karlskoga.

## Historia
Hotellets föregångare, Bofors första hotell, som fraktades från Nora till Karlskoga 1876 ersattes senare av Mässen, 1908. Bofors tredje hotell invigdes 1930.
Hotellet var från början tänkt att enbart betjäna vapentillverkaren Bofors gäster.
Hotellet har 35 rum, restaurang och salonger, och är byggt i herrgårdsstil, efter italienska förebilder, och ritades av Wilhelm Eick. Hotellet byggdes på 1920-talet och invigdes 1930.
Hotellet renoverades på 1970-talet, 2007 och 2018.
Bofors hotell har haft flera kungliga besökare såsom kung Gustav V, som besökte hotellet i september 1931. Sveriges statsminister Per Albin Hansson besökte hotellet under 1930-talet, och Mohammad Reza Pahlavi, shah av Iran, på 1950-talet.